# Rumb
|  | No s'ha de confondre amb Curs (navegació). |

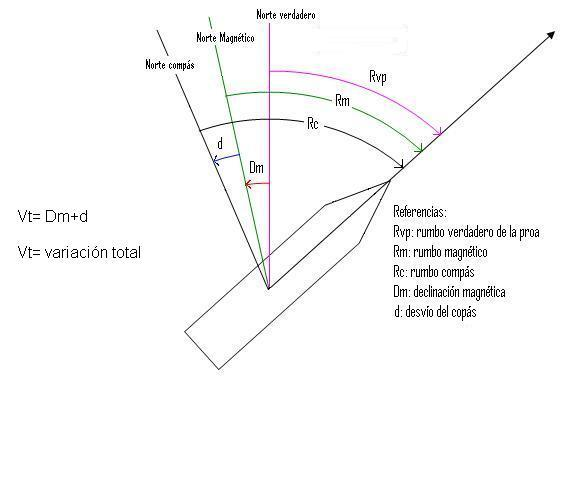
Esquema de rumbs RVP, Rm i Rc.

El rumb és la direcció considerada en el pla de l'horitzó i, principalment, qualsevol de les 32 parts compreses en la rosa dels vents, també anomenades quartes. Precisament la paraula rumb prové del llatí rhombus ("rombe"), que és la forma geomètrica els vèrtexs de la qual assenyalen les diferents direccions possibles en la rosa dels vents.
Per convenció, el rumb s'expressa sempre amb tres dígits i, si és necessari, s'afegeixen zeros a l'esquerra de les xifres significatives; així, en dir rumb = 028° s'elimina la dualitat d'interpretació i possibles errors quan se li indica verbalment al timoner (evitant així confusió amb rumb = 128º o rumb = 228º).

## Definicions

1 - Nord veritable
2 - Rumb, direcció "cap a la qual apunta" el vaixell
3 – Nord magnètic, que es diferencia del nord veritable per la variació magnètica.
4 – Nord de brúixola, inclou un error de dos components; el degut a la variació magnètica (6) i el del propi camp magnètic del vaixell (5)
5 – Desviació magnètica, causada pel camp magnètic del vaixell.
6 – Variació magnètica, causada per variacions en el camp magnètic terrestre.
7 – Rumb de compàs, abans de la correcció per la desviació magnètica o de la variació magnètica.
8 – Rumb magnètic, la direcció de la brúixola corregida de la desviació magnètica però no de la variació magnètica; per tant, el rumb relatiu al nord magnètic.
9, 10 – Efectes del vent creuat i del corrent de marea, que fan que la ruta del vaixell difereixi del seu rumb.
A, B – Trajectòria del vaixell

En navegació es defineix com a rumb l'angle mesurat en el pla horitzontal entre el nord i la direcció d'avanç (mesurat de 0° a 360°). Segons quin sigui l'origen, es distingeixen el rumb veritable de la proa (origen nord vertader o geogràfic), el rumb magnètic (origen al nord magnètic) i el rumb d'agulla (origen al nord d'agulla o compàs).
En les cartes de navegació el rumb es representa per 32 rombes (deformats) units per un extrem, i l'altre extrem assenyala el rumb sobre el cercle de l'horitzó. Sobre aquest cercle se situa la flor de lis amb què se sol representar el nord (documentat a partir del segle xvi). També es representa la intensitat mitjana del vent en els diferents sectors en què es divideix el cercle de l'horitzó. Així mateix, i a causa de l'efecte del vent i corrent, es distingeix entre rumb veritable de la proa (RVP) i rumb veritable o rumb sobre el fons ' (RV).